# Gudrun Ensslin
Gudrun Ensslin (Bartholomä, 15 augustus 1940 – Stuttgart, 18 oktober 1977) was een Duitse terroriste.
Ze was een van de oprichters van de Duitse extremistische groepering Rote Armee Fraktion (kortweg RAF). Nadat ze een relatie begon met medeoprichter Andreas Baader werd Ensslin invloedrijk in de radicalisering van Baaders linkse ideeën en werd ze een van de intellectuele leiders van de beweging.

## Leven en dood
Ensslin groeide op in Bartholomä als vierde van zeven kinderen in een luthers domineesgezin. Ze deed het goed op school en las graag de Bijbel. Ze ging studeren en kwam daar in aanraking met Bernward Vesper, een Duitse schrijver. Met hem richtte ze in 1963 een kleine uitgeverij op, de Studio für neue Literatur. In 1965 trouwde ze met Vesper en verhuisde naar West-Berlijn. In 1967 kregen ze een kind. Ensslin nam al deel aan demonstraties tegen atoombommen en Amerikaanse bases in Duitsland, maar toen haar huwelijk met Vesper stuk begon te lopen, ging ze zich helemaal met linkse groeperingen bezighouden.
In juni 1967 demonstreerde ze tegen de sjah van Perzië die op dat moment Duitsland bezocht. Hoewel Westerse regeringen zijn regime als hervormend zagen, stond zijn regime ook bekend als bruut tegen zijn politieke tegenstanders. Het zou er onder meer niet voor terugschrikken mensen te martelen. Er braken gevechten uit tussen voor- en tegenstanders van de sjah en een man met de naam Benno Ohnesorg werd door een politieagent doodgeschoten. De volgende nacht noemde Gudrun Ensslin bij een politieke bijeenkomst West-Duitsland een fascistische staat.
De agent werd aangeklaagd, maar in november 1967 werden de beschuldigingen opeens opgeheven. Dit leidde tot woede bij een deel van de bevolking. De woede hield op een gegeven moment echter op, wat Ensslin dan weer boos maakte. Ze verliet haar man en kind in januari 1968. Met Andreas Baader, die ze in de zomer van 1967 had ontmoet, besloot ze actief tegen "het systeem" te gaan vechten. In de nacht van 2 april 1968 braken er branden uit in twee warenhuizen in Frankfurt. Baader, Ensslin en twee anderen werden drie dagen later gearresteerd en in oktober 1968 veroordeeld tot drie jaar cel. Ze werden in juni 1969 vrijgelaten en dienden een verzoek tot hoger beroep in. Toen dit echter werd afgewezen, doken zij onder. Baader werd gearresteerd, maar Ensslin, drie andere vrouwen (waaronder Ulrike Meinhof) en een onbekend gebleven man bevrijdden hem uit een bibliotheek, waar hij zonder handboeien wat onderzoek mocht doen. Eén personeelslid werd neergeschoten en raakte zwaargewond. Dit was het begin van de gewelddadige acties van de groepering en de RAF. Ensslin en de anderen werden de meest gezochte personen in Duitsland. Ze werd op 7 juni 1972 in Hamburg gearresteerd.

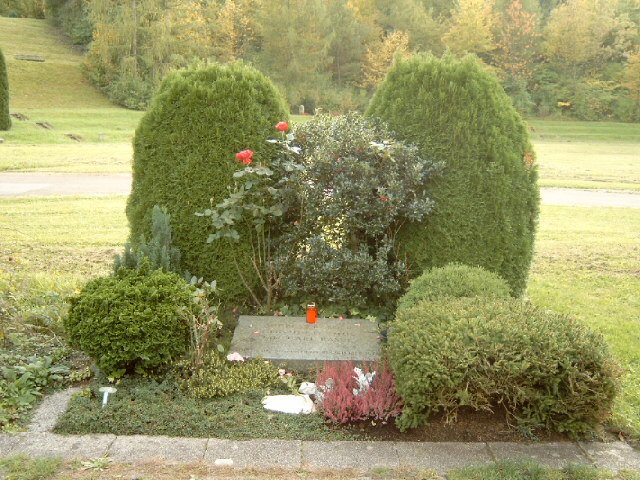
Graf van Baader, Raspe en Ensslin

Verschillende pogingen om haar te bevrijden uit de gevangenis mislukten. De gijzelingen door sympathisanten en zogenoemde tweede-generatieleden van de RAF faalden. Zo was er de gijzeling van Hanns-Martin Schleyer, maar ook de kaping van Lufthansa-vlucht 181 in 1977 door Palestijnen van het PFLP. Daarbij werd na een landing in het Somalische Mogadishu de piloot gedood alsook drie van de vier kapers. De rest van de bemanning en de passagiers bleven ongedeerd door de reddingsoperatie van Duitse commando's. Op 18 oktober 1977, de dag na de kaping, werden Ensslin en haar mede-RAF-gevangenen, Andreas Baader en Jan-Carl Raspe, dood aangetroffen in hun cel. Officieel werden haar dood en die van de twee anderen als zelfmoord verklaard, maar sympathisanten en advocaten  hielden vol dat ze geëxecuteerd waren. De dag daarna werd ook Schleyer dood aangetroffen. Zijn lijk heeft men gevonden in de kofferbak van een auto, net over de Franse grens in de omgeving van Mulhouse. Hij had drie kogels in het hoofd.

## Uitspraken
- "Iedere minuut weer bepalen: tot hier en niet verder."
- "Als je ermee ophoudt om marktwaar te zijn, begin je mens te zijn."

(Zieht den Trennungsstrich jede Minute. Briefe an ihre Schwester Christiane und ihren Bruder Gottfried aus dem Gefängnis 1972–1973. Konkret Literatur Verlag, Hamburg, 2005, e.v.)

## Publicaties
Als uitgever: 
- Gegen den Tod: Stimmen deutscher Schriftsteller gegen die Atombombe (Studio für Neue Literatur, Stuttgart, 1964, e.v.)
- Gunnar Hinck, Wir waren wie Maschinen. Die bundesdeutsche Linke der siebziger Jahre, Rotbuch Verlag, Berlin 2012, p. 17, 79, 204, 216 e.v., 264, 277